# اکلوگ‌ها

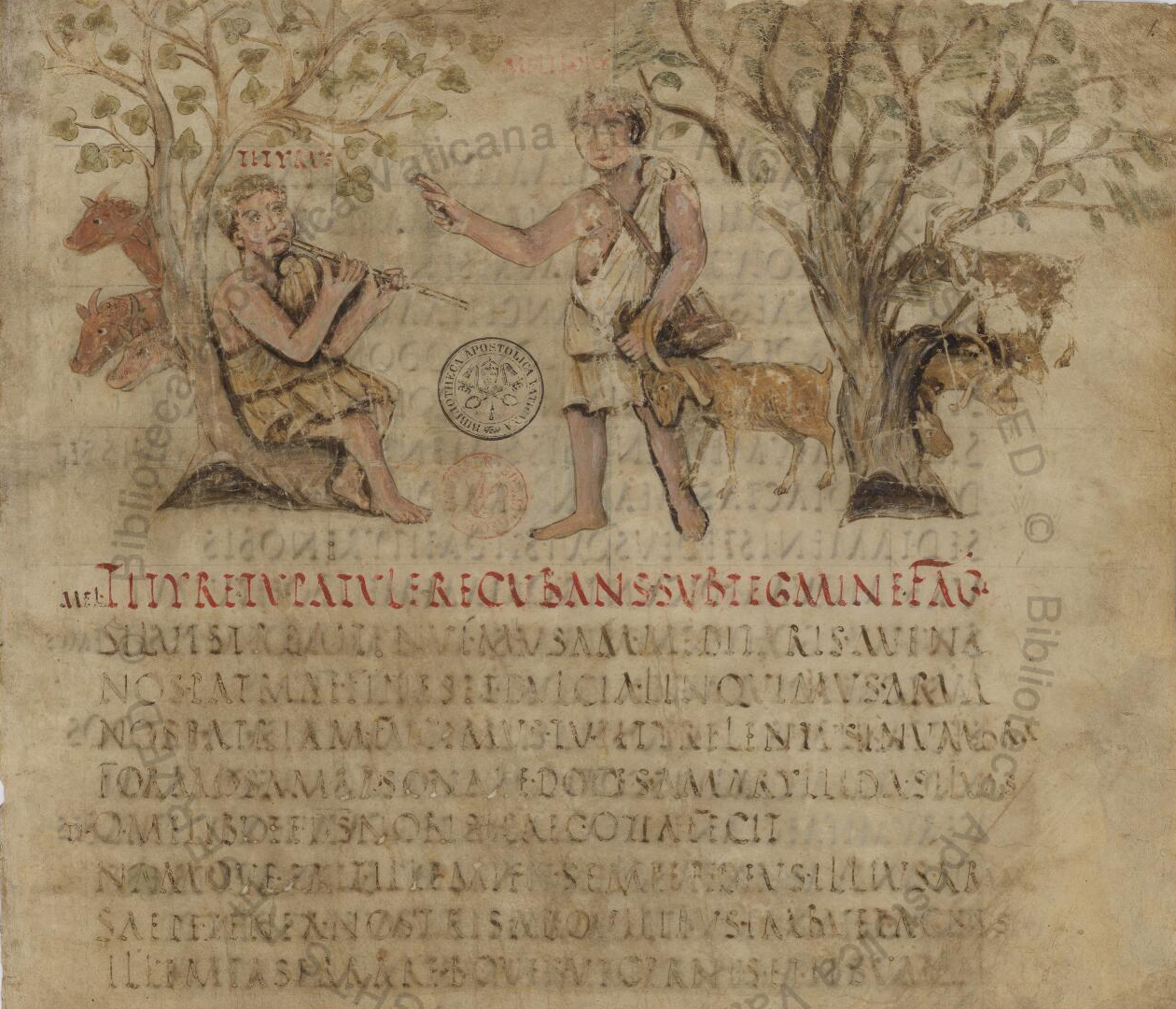
خطوط آغازین اکلوگ‌ها در قرن پنجم ویرژیل رومی

اکلوگ‌ها (انگلیسی: Eclogues) اولین اثر از سه اثر اصلی شاعر ادبیات لاتین ویرژیل است.